# Balog Ádám
Balog Ádám (Jászberény, 1978. –) 2015-2020 között az MKB Bank Zrt. elnök-vezérigazgatója, 2013. március 6. és 2015. július 22. között a Magyar Nemzeti Bank (MNB) alelnöke, 2010. június 7. és 2013. március 3. között a Nemzetgazdasági Minisztériumban adóügyekért felelős helyettes államtitkár.

## 2010 előtt
2003-ban szerezte meg okleveles közgazdász diplomáját a Budapesti Közgazdaságtudományi és Államigazgatási Egyetem Gazdálkodástudományi Karán. 2005-ben a Community of European Management Schools International Management mesterszakán diplomázott. 2007-ben a Pázmány Péter Katolikus Egyetem Jog- és Államtudományi Karán szerzett jogi diplomát.
2002-ben a GE Tungsram Lighting Zrt.-nél kontrolling területen dolgozott, majd 2003-tól 2010-ig a Pricewaterhouse Coopers Könyvvizsgáló és Gazdasági tanácsadó Kft-nél adó területen üzleti és tanácsadói tapasztalatokra tett szert.

## 2010-2015
A második Orbán-kormány hivatalba lépése után a Nemzetgazdasági Minisztérium adóügyekért felelős helyettes államtitkárának nevezték ki.
2010 óta részt vett Magyarország fiskális és monetáris stabilizálásában. 2013. március 6-án kinevezték a Magyar Nemzeti Bank (MNB) monetáris politikáért, pénzügyi stabilitásért és hitelösztönzésért felelős alelnökévé és a Monetáris Tanács tagjává.
Miután 2014. december 18-án a Magyar Állam az MKB Bank tulajdonosi jogainak gyakorlására az MNB-t kérte fel, Balog Ádám jegybanki alelnökként felügyelte az MKB Bank átalakítását és újjászervezését.

## 2015-2020
2015 - 2020 között elnök-vezérigazgatóként (2016-2019 vezérigazgatóként) irányította az MKB Bank sikeres reorganizációját. Vezetésével a nyereségessé tette MKB Bankot. 

Hatályos társadalmi tisztségek 
1999-től a Heller Farkas Szakkollégium tagja, majd 2003-tól senior tagja. 
A Pécsi Tudományegyetem konzisztóriumi tagja, a Magyar Kereskedelmi és Iparkamara elnökségi tagja, a Soproni Egyetemért Alapítvány Kuratóriumi tagja, valamint a Nemzetközi Gyermekmentő Szolgálat Alelnöke. 
A Magyar Köztársasági Érdemrend tisztikeresztjének kitüntetettje (2011)
Nős, négy gyermek édesapja.